# Sobrarbe
Sobrarbe is een comarca van de Spaanse provincie Huesca. De hoofdsteden zijn Boltaña en Aínsa-Sobrarbe, de oppervlakte 2202,70 km² en het heeft 6854 inwoners (2002).

## Gemeenten
Abizanda, Aínsa-Sobrarbe, Bárcabo, Bielsa, Boltaña, Broto, Fanlo, Fiscal, La Fueva, Gistaín, Labuerda, Laspuña, Palo, Plan, Puértolas, El Pueyo de Araguás, San Juan de Plan, Tella-Sin en Torla-Ordesa.

## Bezienswaardigheden
De comarca Sobrarbe is vooral bekend om het Nationaal park Ordesa y Monte Perdido, waar veel trektochten naartoe gehouden worden. Ook het middeleeuwse stadje Aínsa is een populair toeristenoord.
De rivieren Ara en Cinca stromen door de comarca en komen samen in Aínsa.